# Уравновешенное множество
Множество {\displaystyle B}, принадлежащее векторному пространству {\displaystyle V}, называется уравновешенным (закруглённым, сбалансированным), если для любого скаляра {\displaystyle \alpha }, такого что {\displaystyle |\alpha |\leqslant 1}, выполняется соотношение
{\displaystyle \alpha B\subset B,}
то есть для любого элемента {\displaystyle x\in B} элемент {\displaystyle \alpha x\in B}, {\displaystyle |\alpha |\leqslant 1}.

## Примеры
- Круг на плоскости, шар в {\displaystyle \mathbb {R} ^{n}} с центром в начале координат — выпуклые и уравновешенные множества.
- Прямоугольник в {\displaystyle \mathbb {R} ^{n}}: {\displaystyle \alpha _{i}\leqslant x_{i}\leqslant \beta _{i},\;i=1,\;2,\;\ldots ,\;n} — множество выпуклое и, вообще говоря, неуравновешенное.